# Sunyani
Sunyani ist die Hauptstadt der Bono Region in Ghana, bis 2018 der dann aufgelösten Brong Ahafo Region. Im Jahr 2000 lebten in Sunyani 61.992 vor allem junge Menschen. In der Vergangenheit ist ein enormer Bevölkerungsanstieg zu verzeichnen gewesen, im Jahr 1970 lebten etwa 23.800 Menschen in der Stadt, im Jahr 1984 waren es schon 38.834. Bei der Volkszählung 2010 wurde eine Bevölkerung von 74.240 Personen festgestellt.

## Geschichte
In Sunyani kreuzen sich traditionell wichtige Handelswege, wie etwa der Salzhandel zwischen der Küste und dem Norden des Landes. In der Brong Ahafo Region lebten noch um 1900 viele Elefanten, so dass Sunyani zur Hauptstadt eines Waldgebietes voller Elefantenjäger und Elfenbeinhändler wurde. Das Elefantenfleisch der in großem Umfang durch Einheimische erlegten Tiere wurde in Sunyani getauscht gegen andere Lebensmittel wie Kolanüsse oder Mehl. Von Sunyani wurde das Elfenbein häufig auch bis an die Küste zu den Europäern gebracht. Ursprünglich hatte Sunyani in der Sprache der Akan einen Namen getragen, der übersetzt „Schlachtplatz der Elefanten“ bedeutet.
1992 wurde in Sunyani das römisch-katholische Bistum Sunyani errichtet.

## Einwohnerentwicklung
Die folgende Übersicht zeigt die Einwohnerzahlen nach dem jeweiligen Gebietsstand seit der Volkszählung 1970.
| Jahr      | 1970   | 1984   | 2000   | 2010   |
| --------- | ------ | ------ | ------ | ------ |
| Einwohner | 23.780 | 38.834 | 61.992 | 74.240 |

## Wirtschaft
Schnell waren die Elefantenbestände stark reduziert und das Geschäft mit den Tieren lohnte sich nicht mehr für die breite Masse. Die Bevölkerung von Sunyani legte in der Umgebung daraufhin große Kakaoplantagen an, die aufgrund des in den 50er Jahren hohen Weltmarktpreises der Stadt einen nicht unerheblichen Reichtum brachte.
2011 war neben dem Anbau von Kakao auch die Produktion von Cashew-Nüssen ein bedeutender Wirtschaftsfaktor in der Region um Sunyani. Seit 2009 versucht die Deutsche Gesellschaft für Internationale Zusammenarbeit (GIZ) zusammen mit der Bill & Melinda Gates Foundation mit der Afrikanischen Cashew Initiative (ACI) sowohl in Ghana als auch in den Nachbarländern Burkina Faso, Benin, in der Elfenbeinküste die Wettbewerbsfähigkeit der Cashew-Produzenten zu erhöhen und so deren Einkommen zu verbessern.

## Infrastruktur
In Sunyani ist ein Flugplatz für Inlandsflüge errichtet worden, zudem gibt es zwei größere Krankenhäuser in der Stadt. In Sunyani ist die Fachhochschule "University of Energy and Natural Resources" als höheres Bildungssystem eingerichtet worden. In der weiteren Umgebung von Sunyani liegt die Quelle des Flusses Tano. Aus Sunyani sendet der Radiosender Space FM 87.7 sein Programm, das auch im Internet zu finden ist. In Sunyani wird eine Diözese der anglikanischen Church of the Province of West Africa verwaltet.

## Söhne und Töchter der Stadt
- James Kwesi Appiah (* 1959), Fußballspieler und Fußballtrainer
- Nana Obiri Boahen (* 1960), Politiker, Staatsminister des Inneren in Ghana
- Nana Konadu (* 1964), Boxer im Bantam- und Superfliegengewicht
- Awudu Issaka (* 1979), Fußballspieler
- Afriyie Acquah (* 1992), Fußballspieler
- Lisa-Marie Kwayie (* 1996), deutsche Leichtathletin
- Felix Afena-Gyan (* 2003), Fußballspieler